# 海事振興連盟
海事振興連盟（かいじしんこうれんめい）は、海事振興を目的とした日本の超党派の議員連盟。1949年4月設立。

## 概要
「海運・造船・港運・倉庫など海事産業に関する諸対策の検討ならびにこれが振興を期するとともに、わが国海事産業の発展に貢献すること」を目的としている。
毎年開催される総会・懇談会や各地で開催されるタウンミーティングには、国土交通省等の関係者と意見交換を実施している。

## 主な活動
- 毎年10月頃に通常総会を開催し、事業計画・決議を決定。
- 通常総会に引き続き懇談会を開催し、海事産業界や国土交通省等の関係者と意見交換を実施。
- 通常総会、臨時会合、タウンミーティングで決定された決議に基づき、政府への要望活動を実施。
- 地方における海事産業界との意見交換を実施。

## 会員
- 1号会員：国会議員（340人）
- 2号会員：海事業界（128者）
- 3号会員：学識経験者（30人）

## 主な国会議員
- 副会長：松本剛明
- 副会長：村上誠一郎
- 副会長：中谷元
- 理事：牧山弘恵
- 石井浩郎
- 国場幸之助
- 新谷正義
- 辻清人
- 鶴保庸介
- 西田昭二
- 平井卓也
- 古川禎久
- 山下貴司
- 西田実仁
- 中谷一馬
- 西村智奈美
- 早稲田夕季
- 大島九州男

## 所属していた元国会議員
- 大野功統（副会長、2012年に引退）
- 田中慶秋（副会長・事務総長、2012年に落選）
- 中井洽（副会長、2012年に引退）
- 中野寛成（副会長、2012年に引退）
- 古賀一成（2012年に落選）
- 中屋大介（2012年に落選）
- 西岡新（2014年に落選）
- 西川京子（2014年に落選）
- 安井美沙子（2016年に不出馬）
- 郡和子（2017年に議員辞職）
- 高木義明（副会長、2017年に引退）
- 大畠章宏（副会長、2017年に引退）
- 漆原良夫（副会長、2017年に引退）
- 溝手顕正（副会長、2019年に落選）
- 岩井茂樹（2021年に議員辞職）
- 小此木八郎（2021年に議員辞職）
- 河村建夫（2021年に引退）
- 佐藤ゆかり（2021年に落選）
- 二階俊博（副会長、2024年に引退）
- 伊藤渉（2024年に引退）
- 衛藤征士郎（会長、2024年に落選）
- 甘利明（副会長、2024年に落選）
- 牧原秀樹（2024年に落選）
- 若宮健嗣（2024年に落選）
- 武見敬三（2025年に落選）

## 主な海事業界
- 社団法人日本船主協会
- 日本内航海運組合総連合会
- 社団法人日本旅客船協会
- 社団法人日本造船工業会
- 社団法人日本中小型造船工業会
- 社団法人日本港運協会
- 社団法人日本倉庫協会